# Чудо-человек (сериал)
«Чу́до-челове́к» (англ. Wonder Man) — будущий американский мини-сериал, созданный Дестином Дэниелом Креттоном и Эндрю Гестом для стримингового сервиса Disney+ на основе комиксов издательства Marvel с участием одноимённого персонажа. Сериал производится Marvel Studios совместно с Family Owned, станет частью медиафраншизы «Кинематографическая вселенная Marvel» (КВМ) и будет связан с её фильмами. Главным сценаристом стал Гест.
Роль Саймона Уильямса / Чудо-человека исполняет Яхья Абдул-Матин II, также в проекте снимаюся Бен Кингсли, Деметриус Гросс и Эд Харрис. В декабре 2021 года Креттон подписал соглашение о сотрудничестве с Marvel Studios при создании телесериалов для Disney+, на тот момент комедийный проект уже находился в разработке. В июне 2022 года стало известно, что сюжет сосредоточится на Чудо-человеке, а к Креттону, ставшему режиссёром нескольких эпизодов, присоединится Гест. Абдул-Матин был выбран на главную роль в октябре того же года, а в феврале 2023 года должность режиссёра также получила Стелла Меги. Съёмки начались в апреле 2023 года и должны были завершиться в начале августа, но в конце мая были приостановлены в связи с забастовкой Гильдии сценаристов США.
Премьера сериала «Чудо-человек» состоится в декабре 2025 на Disney+.

## В ролях
- Яхья Абдул-Матин II — Саймон Уильямс / Чудо-человек: актёр, получающий суперспособности и становящийся супергероем[1][2].
- Бен Кингсли — Тревор Слэттери: актёр-неудачник, который ранее изображал Мандарина, после чего был похищен организацией «Десять колец» и стал «придворным шутом» для Сюй Венву[3].
- Деметриус Гросс — Эрик Уильямс / Мрачный жнец[англ.]: брат Саймона[4].
- Эд Харрис — Нил Сароян: агент Саймона[5].

Кроме того, Лорен Глейзер получила неназванную роль.

## Производство
В декабре 2021 года Дестин Дэниел Креттон заключил с Marvel Studios многолетний договор о разработке проектов для стримингового сервиса Disney+, причём на тот момент в работе уже находился комедийный сериал. Креттон будет создавать сериал посредством своей продюсерской компании Family Owned. Кроме того, Креттон должен вернуться как сценарист и режиссёр продолжения фильма Кинематографической вселенной Marvel (КВМ) «Шан-Чи и легенда десяти колец» (2021). В июне 2022 года стало известно, что сериал будет называться «Чудо-человек», сюжет сосредоточится на Саймоне Уильямсе / Чудо-человеке, а Эндрю Гест присоединится к проекту как соавтор идеи и главный сценарист; ранее он работал продюсером-консультантом для сериала «Соколиный глаз». Ожидалось, что Креттон также выступит режиссёром нескольких эпизодов, и он получил эту должность в октябре. Журналист Variety Джо Оттерсон отметил, что сериал может стать «сатирой на Голливуд», что по его мнению имело смысл с учётом того факта, что в комиксах персонаж был актёром и каскадёром. В феврале 2023 года Джеймс Понсольдт вступил в переговоры со студией с целью получить должность режиссёра, а ближе к концу месяца Стелла Меги стала режиссёром нескольких серий. В начале августа было подтверждено, что Понсольдт стал режиссёром, а Бонни Муноз — продюсером.
Кира Тализ, Мадлен Уолтер, Пол Уэлш, Анаят Фахрай, Зик Николсон, Роха Гаштили и Джулия Лерман стали сценаристами сериала.
В августе 2022 года стало известно, что Бен Кингсли вновь сыграет Тревора Слэттери, у которого будет «важная роль». В октябре Яхья Абдул-Матин II был утверждён на роль Саймона Уильямса / Чудо-человека. Нейтан Филлион появлялся на постерах фильмов с Саймоном Уильямсом в вырезанных сценах фильма «Стражи Галактики. Часть 2» (2017). Джеймсу Ганну, режиссёру фильма, понравился Чудо-человек в комиксах, и ему показалось, что Филлион мог бы сыграть «иногда придурковатого актёра/супергероя», коим персонаж и является, и хотя его появления в финальный монтаж не попали, он по-прежнему считал их каноничными для КВМ. В феврале 2023 года Лорен Глейзер получила неназванную роль второго плана. В следующем месяце Деметриус Гросс получил роль Эрика Уильямса / Мрачного жнеца, брата Саймона, а Эд Харрис — роль Нила Сарояна, агента Саймона. К концу апреля появилась информация о возможном присоединении к актёрскому составу Джоша Гэда.
Съёмочный период начался 5 апреля 2023 года под рабочим названием «Ответный вызов». Креттон снимет несколько эпизодов, в том числе первый, Меги также режиссирует несколько эпизодов, а Бретт Павлак выступает оператором всех эпизодов, за исключением тех, что режиссирует Понсольдт, — их снимает Армандо Салас. Работа со звуком проходила в студийном центре «Рэдфорд» в Студио-Сити. 4 мая 2023 года, когда съёмки проходили неподалёку от Голливудского бульвара, протестующие, принимавшие участие в забастовке Гильдии сценаристов США, попытались сорвать процесс; тем не менее в тот момент ожидалось, что забастовка никак не повлияет на производство, и съёмки продолжались. Сообщалось, что Marvel Studios будет снимать весь материал, который сможет, во время основных съёмок, а уже на этапе запланированных пересъёмок будут делаться необходимые правки сценария. 8 мая из-за протестующих были прекращены съёмки на студии «Рэдфорд». К концу месяца производство было приостановлено и планировалось завершить его по окончании забастовки. Изначально съёмки планировали завершить в начале августа.
Монтажом сериала занимается Джина Сэнсом.

## Премьера
Премьера сериала «Чудо-человек» состоится в декабре 2025 на Disney+. Изначально он должен был выйти в 2023—2024 году, но к сентябрю 2023 года сериал был удалён из графика релизов, так как на тот момент съёмки не были завершены из-за забастовок сценаристов и актёров. 